# Serbische Fußballnationalmannschaft (U-19-Junioren)
Die serbische U-19-Fußballnationalmannschaft (serbisch: Фудбалска репрезентација Србије за играче до 19 године, Fudbalska reprezentacija Srbije za igrače do 19 godine) repräsentiert Serbien bei internationalen U-19-Wettbewerben im Fußball und untersteht der Leitung des Serbischen Fußballverbandes. Die Mannschaft wird, sowohl von der FIFA als auch von der UEFA, als direkter Nachfolger der jugoslawischen (bis Februar 2003) und der serbisch-montenegrinischen U-19-Fußballnationalmannschaft (bis Juni 2006) behandelt.

## Geschichte
Die serbische U-19-Nationalmannschaft konnte sich bereits im ersten Anlauf als unabhängiges Land für eine U-19-Europameisterschaft qualifizieren, der U-19-Europameisterschaft 2007, wo sie aufgrund der 2:3-Niederlage gegen Deutschland knapp das Halbfinale verpasste. Schließlich nahm dir an der Europameisterschaft 2009 und an Europameisterschaft 2011 teil, wo sie beides Mal das Halbfinale erreichte. Für die Europameisterschaft 2012 konnte sich Serbien erneut qualifizieren. Schließlich folgte der Höhepunkt bei der Europameisterschaft 2013. Als Gruppenerster besiegte man Portugal im Halbfinale sowie Frankreich im Finale und wurde somit zum ersten Mal Europameister.

## Geschichte Europameisterschaft
| Spielte als | Jahr  | Ergebnis             | Spiele gespielt      | S                    | U*                   | N                    | Tore                 |
| ----------- | ----- | -------------------- | -------------------- | -------------------- | -------------------- | -------------------- | -------------------- |
| SCG         | 2002  | Nicht qualifiziert   | Nicht qualifiziert   | Nicht qualifiziert   | Nicht qualifiziert   | Nicht qualifiziert   | Nicht qualifiziert   |
| SCG         | 2003  | Nicht qualifiziert   | Nicht qualifiziert   | Nicht qualifiziert   | Nicht qualifiziert   | Nicht qualifiziert   | Nicht qualifiziert   |
| SCG         | 2004  | Nicht qualifiziert   | Nicht qualifiziert   | Nicht qualifiziert   | Nicht qualifiziert   | Nicht qualifiziert   | Nicht qualifiziert   |
| SCG         | 2005  | Halbfinale           | 4                    | 3                    | 0                    | 1                    | 9:5                  |
| SCG         | 2006  | Nicht qualifiziert   | Nicht qualifiziert   | Nicht qualifiziert   | Nicht qualifiziert   | Nicht qualifiziert   | Nicht qualifiziert   |
| Serbien     | 2007  | Gruppenphase         | 3                    | 1                    | 0                    | 2                    | 10:10                |
| Serbien     | 2008  | Nicht qualifiziert   | Nicht qualifiziert   | Nicht qualifiziert   | Nicht qualifiziert   | Nicht qualifiziert   | Nicht qualifiziert   |
| Serbien     | 2009  | Semifinals           | 4                    | 2                    | 1                    | 1                    | 5:5                  |
| Serbien     | 2010  | Nicht qualifiziert   | Nicht qualifiziert   | Nicht qualifiziert   | Nicht qualifiziert   | Nicht qualifiziert   | Nicht qualifiziert   |
| Serbien     | 2011  | Halbfinale           | 4                    | 1                    | 1                    | 2                    | 5:9                  |
| Serbien     | 2012  |                      | 3                    | 0                    | 0                    | 3                    | 1:8                  |
| Serbien     | 2013  | Europameister        | 5                    | 3                    | 2                    | 0                    | 7:4                  |
| Serbien     | 2014  | Halbfinale           | 4                    | 1                    | 3                    | 0                    | 4:3                  |
| Serbien     | 2015  | Nicht qualifiziert   | Nicht qualifiziert   | Nicht qualifiziert   | Nicht qualifiziert   | Nicht qualifiziert   | Nicht qualifiziert   |
| Serbien     | 2016  | Nicht qualifiziert   | Nicht qualifiziert   | Nicht qualifiziert   | Nicht qualifiziert   | Nicht qualifiziert   | Nicht qualifiziert   |
| Serbien     | 2017  | Nicht qualifiziert   | Nicht qualifiziert   | Nicht qualifiziert   | Nicht qualifiziert   | Nicht qualifiziert   | Nicht qualifiziert   |
| Serbien     | 2018  | Nicht qualifiziert   | Nicht qualifiziert   | Nicht qualifiziert   | Nicht qualifiziert   | Nicht qualifiziert   | Nicht qualifiziert   |
| Serbien     | 2019  | Nicht qualifiziert   | Nicht qualifiziert   | Nicht qualifiziert   | Nicht qualifiziert   | Nicht qualifiziert   | Nicht qualifiziert   |
| Serbien     | 2020  | Abgesagt             | Abgesagt             | Abgesagt             | Abgesagt             | Abgesagt             | Abgesagt             |
| Serbien     | 2021  | Abgesagt             | Abgesagt             | Abgesagt             | Abgesagt             | Abgesagt             | Abgesagt             |
| Serbien     | 2022  | Gruppenphase         | 3                    | 0                    | 1                    | 2                    | 4:9                  |
| Serbien     | 2023  | Nicht qualifiziert   | Nicht qualifiziert   | Nicht qualifiziert   | Nicht qualifiziert   | Nicht qualifiziert   | Nicht qualifiziert   |
| Serbien     | 2024  | Zukünftiges Ereignis | Zukünftiges Ereignis | Zukünftiges Ereignis | Zukünftiges Ereignis | Zukünftiges Ereignis | Zukünftiges Ereignis |
| Serbien     | 2025  | Zukünftiges Ereignis | Zukünftiges Ereignis | Zukünftiges Ereignis | Zukünftiges Ereignis | Zukünftiges Ereignis | Zukünftiges Ereignis |
| Total       | Total | 8/19                 | 30                   | 11                   | 8                    | 11                   | 45:53                |

| Bilanz 1   | Bilanz 1 | Bilanz 1 | Bilanz 1 | Bilanz 1    | Bilanz 1 | Bilanz 1  | Bilanz 1     |
| Runde      | Spiele   | Siege    | Remis    | Niederlagen | Tore     | Gegentore | Tordifferenz |
| ---------- | -------- | -------- | -------- | ----------- | -------- | --------- | ------------ |
| 1. Runde   | 060      | 37       | 12       | 11          | 129      | 059       | 070          |
| Eliterunde | 054      | 29       | 09       | 16          | 105      | 060       | 045          |
| Endrunde   | 030      | 11       | 08 2     | 11          | 045      | 053       | 0−8          |
| Gesamt     | 144      | 77       | 29       | 38          | 279      | 172       | 107          |

## Erfolge
- Europameister 2013
- Halbfinale 2014
- Halbfinale 2011
- Halbfinale 2009
- Halbfinale 2005

## Weblink
- UEFA-Seite der serbischen U-19-Männernationalmannschaft